# Polistes exclamans
Polistes exclamans là một loài tò vò sống theo bầy thuộc họ Vespidae trong bộ Hymenoptera. Loài này được tìm thấy ở khắp Hoa Kỳ, Mexico, Bahamas và một phần của Canada. Do tổ tổ đơn lập được lập bởi con tò vò chúa, P. exclamans đã mở rộng phạm vi của phân bố trong vài thập kỷ qua và nay bao gồm một nửa phía đông của Hoa Kỳ, cũng như một phần của miền Bắc. Sự mở rộng này thường được quy cho thay đổi khí hậu và nhiệt độ toàn cầu. Quần thể P. exclamans phân thành 3 nhóm cụ thể, bao gồm tò vò đực, tò vò thợ và tò vò nữ chúa, nhưng hệ thống phân cấp được phân biệt hơn nữa theo độ tuổi. Tò vò càng lớn tuổi, càng cao thì xếp ở trong mỗi tổ. Trong hầu hết các tổ, có một nữ chúa đẻ tất cả trứng trong tổ đó. Sự giống nhau về sinh lý giữa công nhân và con chúa đã dẫn đến các thí nghiệm nhằm phân biệt đặc điểm của hai nhân vật này và cách chúng được xác định, mặc dù con đực có đặc điểm sinh lý dễ nhận biết. Vì loài P. exclamans sống trong các tổ xây như tổ ong tương đối nhỏ, chúng thường bị các loài ăn thịt và ký sinh trùng, như Chalcoela iphitalis, chim Elasmus polistes và chim. P. exclamans có các chiến lược bảo vệ và công nhận giúp bảo vệ chống lại những loài ăn thịt và ký sinh trùng.